# フセイン・シャー
フセイン・シャー（Hussain Shah Syed、1964年12月10日 - ）は、パキスタン・カラチ出身の元プロボクサー・現ボクシングトレーナーである。

## 来歴
19歳で国内大会で初優勝後、エリート街道を進み、1988年ソウルオリンピックにミドル級で出場、パキスタン初のオリンピックボクシングメダルとなる銅メダルを獲得。
その後はプロに転向し、アメリカで1年、イギリスで2年間活動。イギリスではレノックス・ルイスのジムをトレーニング拠点としていた。キャリア晩年は日本の角海老宝石ボクシングジムに所属し、「フセイン角海老」のリングネームで西島洋介山らと対戦した。
プロ戦績10戦 5勝 2KO 5敗。
引退後は一時帰国。その後角海老ジムに戻りトレーナーに転向。
坂本博之のトレーニングパートナーを務めていた。